# Lijst van koningen van Bahrein
De koning van Bahrein is de monarch en het staatshoofd van het koninkrijk Bahrein. Tussen 1783 en 1971 had het monarch van Bahrein de titel van Hakim, waarna de titel aangepast werd naar Emir tot 2002. Op 14 februari 2002 riep Hamad bin Isa Al Khalifa Bahrein uit tot een koninkrijk en benoemde zichzelf als de eerste koning.
De koningen van Bahrein zijn allemaal lid van de Khalifa-familie.

## Bevoegdheden
De koning heeft binnen het bestuur van Bahrein de macht om de eerste minister en het kabinet te benoemen. De koning kan het Hogerhuis van het parlement benoemen en het verkozen Lagerhuis ontbinden. De koning zit ook de hoogste juridische raad van het land voor en is de opperbevelhebber van het leger.

## Lijst

### Hakims van Bahrein (1783–1971)
Hakim kan vertaald worden als bewaarder, naast deze titel hadden ze ook de eretitel van Sjeik.
| Naam                                           | Regeerperiode                      | Opmerkingen                                                          |
| ---------------------------------------------- | ---------------------------------- | -------------------------------------------------------------------- |
| Sheikh Ahmed ibn Muhammad ibn Khalifa          | 1783 – 18 juli 1795                |                                                                      |
| Sheikh Salman bin Ahmad Al Khalifa             | 1795–1825                          | Als co-regent                                                        |
| Sheikh Abdullah bin Ahmad Al Khalifa           | 1795–1843                          | Als co-regent                                                        |
| Sheikh Khalifa bin Sulman Al Khalifa           | 1825–1834                          | Als co-regent met Abdullah ibn Ahmad Al Khalifa                      |
| Sheikh Muhammad bin Khalifa Al Khalifa         | 1834–1842                          | Eerste regeerperiode als co-regent met Abdullah ibn Ahmad Al Khalifa |
| Sheikh Muhammad bin Khalifah Al Khalifa        | 1843–1868                          | Tweede regeerperiode alleen                                          |
| Sheikh Ali bin Khalifah Al Khalifa             | 1868–1869                          |                                                                      |
| Sheikh Muhammad bin Khalifa Al Khalifa         | 1869                               | Derde regeerperiode                                                  |
| Sheikh Muhammad bin Abdullah Al Khalifa        | september 1869 – 1 december 1869   | Afgezet en verbannen naar India waar hij in 1877 overleed            |
| Sheikh Isa ibn Ali Al Khalifa (1848–1932)      | 1 december 1869 – 26 mei 1923      | Troonsafstand gedaan                                                 |
| Sheikh Hamad ibn Isa Al Khalifa (1872–1942)    | 27 mei 1923 – 20 februari 1942     |                                                                      |
| Sheikh Salman bin Hamad Al Khalifa (1894–1961) | 20 februari 1942 – 2 november 1961 |                                                                      |
| Sheikh Isa bin Salman Al Khalifa (1931–1999)   | 2 november 1961 – 16 augustus 1971 |                                                                      |

### Emirs van Bahrein (1971–2002)
Na de onafhankelijkheid van Bahrein in 1971 namen ze de titel van Emir aan, ook de emir krijgt de eretitel van Sjeik.
| Naam                                                                  | Regeerperiode                   | Opmerkingen                                                                                                  |
| --------------------------------------------------------------------- | ------------------------------- | --- |
| Sheikh Isa bin Salman Al Khalifa عيسى بن سلمان آل خليفة (1931 - 1999) | 16 augustus 1971 - 6 maart 1999 | |
| Sheikh Hamad bin Isa Al Khalifa حمد بن عيسى آل خليفة (1950)           | 6 maart 1999 - 14 februari 2002 | Op 14 februari 2002 werd de titel van Emir aangepast tot koning bij de stichting van het koninkrijk Bahrein. |

### Koningen van Bahrein (2002–heden)
| Foto | Naam                                                        | Regeerperiode            | Opmerkingen |
| ---- | ----------------------------------------------------------- | ------------------------ | ----------- |
|      | Koning Hamad bin Isa Al Khalifa حمد بن عيسى آل خليفة (1950) | 14 februari 2002 - heden |             |